# Empire (2002)
Empire (Brasil: Império ) é um filme hispano-estadunidense de 2002 escrito e dirigido por Franc. Reyes.

## Produção e lançamento
Empire foi o primeiro lançamento da Arenas Entertainment, uma filial da Universal Studios especializada em produções para o público hispânico.
A Universal adquiriu o filme por US $ 650.000, e lançou em 6 de dezembro de 2002, em 867 cinemas.

## Elenco
- John Leguizamo como Victor Rosa a.k.a. "Vic"
- Peter Sarsgaard como Jack Wimmer
- Denise Richards como Trish
- Vincent Laresca como Jimmy
- Isabella Rossellini como La Colombiana
- Sonia Braga como  Iris
- Delilah Cotto como Carmen
- Nestor Serrano como Rafael Menendez
- Treach como Chedda
- Rafael Baez como Jay
- Fat Joe como Tito Severe